# Università di Belgrano
L'Università di Belgrano (in spagnolo Universidad de Belgrano, UB) è un'università privata argentina sita nel quartiere di Belgrano a Buenos Aires. 
L'università, fondata l'11 settembre 1964, trova la sua base giuridica nella legge n. 14.557. All'inizio contava 90 studenti, 28 professori e un membro del personale amministrativo. Il suo motto è Ad omnes pro scientia et cultura (in italiano Scienza e cultura per tutti).

## Facoltà[3]
- Architettura e Urbanistica
- Scienze agrarie
- Scienze della salute
- Scienze economiche
- Scienze esatte e naturali
- Giurisprudenza e Scienze sociali
- Lettere e filosofia
- Ingegneria e Tecnologia informatica
- Lingue e studi stranieri

## Classifica
Secondo la classifica QS World University Rankings, l'UB è la settima migliore università privata del paese e si classifica al quinto posto a Buenos Aires.